# Uniformes do Santos Futebol Clube
As cores iniciais do Santos FC eram o branco, o azul e o dourado, porém menos de um ano depois de sua fundação, o clube decidiu mudar suas cores para alvinegro. Neste artigo, consta a história e as evoluções dos uniformes do Santos Futebol Clube.

## História
A primeira camisa seguia o padrão das cores oficiais do clube na época, era branca, com listras azuis, e tinha finos frisos dourados, este uniforme foi usado nas três primeiras e únicas apresentações do até então Santos Foot-Ball Club no ano de 1912. Contudo, em 31 de março de 1913, com a dificuldade de confeccionar uma camisa nessas cores, o sócio Paulo Peluccio, sugeriu que o time passasse a utilizar um uniforme diferente com a camisa listrada em preto e branco e calções brancos.

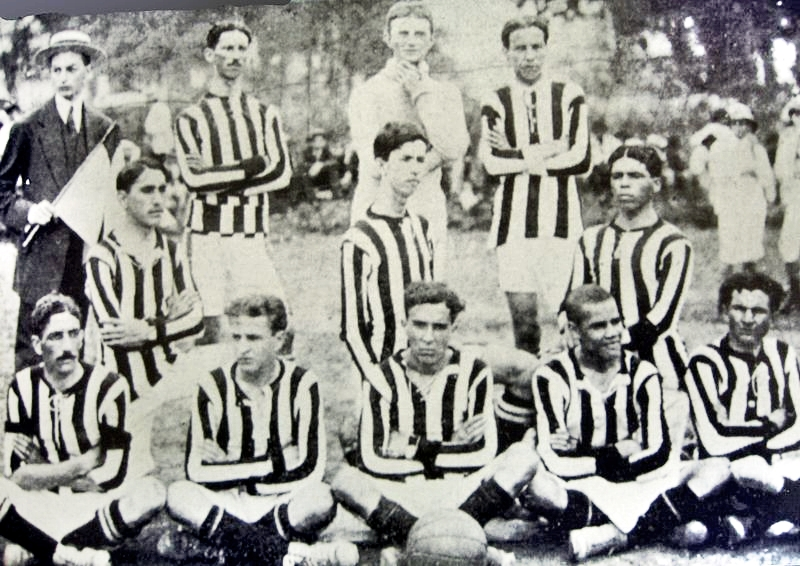
Time do Santos em 1913 com o uniforme listrado.

Em 1915, o Santos teve que alterar o seu nome provisoriamente para disputar o Campeonato Santista, devido a APEA (liga no qual era afiliado) não o ter deixado usar seu nome oficial, então o clube adotou a denominação União Foot-Ball Club. O time se tornou campeão santista usando um uniforme branco, com um escudo em forma de losango no peito escrito o nome "União FC" em uma faixa diagonal branca e fundo preto.
Em 1925, o time usou um uniforme que era totalmente branco com uma faixa preta na altura da cintura, como um cinto, este modelo foi usado no Campeonato Paulista de 1925, nele havia um escudo bastante semelhante ao usado atualmente pelo clube.
Em meados dos anos 30, o Santos chegou a utilizar talvez o que seja o uniforme mais inusitado de sua história, o calção era branco, porém a camisa era de um tom avermelhado, esse uniforme foi usado apenas em alguns jogos. O uniforme usado na conquista do Campeonato Paulista de 1935, era um totalmente branco, com exceção das meias que tinham detalhes pretos.

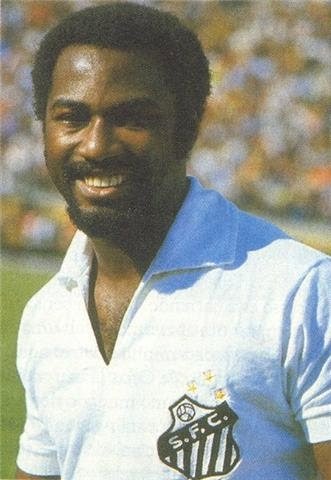
Foto de 1971, em que Edu utiliza uma camisa com três estrelas acima do escudo.

 No inicio da década de 40, o Santos usou uma camisa que tinha largas listras horizontais em preto e branco, e o escudo usado era diferente do tradicional, nele o acrônimo SFC era entrelaçado e escrito em preto, dentro de um fundo branco.
O uniforme usado na década de 60, que é considerada a mais vitoriosa do clube, era totalmente branco, com exceção da cintura que tinha o elástico preto, e a gola na camisa era "V", o escudo era grande e ficava a esquerda do peito. Em 1963, o Santos resolveu inovar o uniforme, mas o modelo novo não agradou muito os torcedores que preferiam a camisa branca lisa, neste ano, para disputar o Campeonato Brasileiro, o time usou uma camisa branca com finas listras pretas, os calções e as meias continuavam brancos, usando esse uniforme nos jogos, o Santos conquistaria o seu terceiro título nacional. Em 1968, o Santos adicionou acima do escudo na camisa, as duas estrelas representando os títulos intercontinentais de 1962 e 1963, há ainda registros de uma terceira estrela na camisa após a conquista da Recopa Intercontinental de 1968.
A partir dos anos 70, o uniforme branco (número 1) e o listrado (número 2) sofreram apenas duas grandes modificações. A primeira foi na década de 80, quando os patrocinadores começaram a surgir na camisa dos clubes, e a segunda foi nos anos 90, quando o Santos chegou a utilizar calções que tinham desenhos quadriculados e estrelados a fim de diferenciar-se do rival Corinthians.
Em 2008, o Santos lançou um terceiro uniforme relembrando as cores de sua fundação. No ano do centenário do clube, em 2012, foi lançado um uniforme azul-turquesa, que fazia referência a herança colonial e portuária da cidade de Santos, e as cores da fonte de Itororó, localizada no Monte Serrat, um dos pontos turísticos da cidade.
Para homenagear a Seleção Brasileira, no ano em que a Copa do Mundo foi sediada no país, em 2014, a Nike lançou uniformes amarelos de cinco clubes nacionais incluindo o Santos. A camisa que foi adotada como terceiro uniforme, tinha como cores o amarelo, o preto e o branco.
Em 2018, o Santos volta a vestir uniforme da Umbro, e é lançado um uniforme azul com detalhes em vermelho e branco para homenagear a Inglaterra, esse uniforme trata-se da série Nations 2018, que também teve outras versões nos outros clubes brasileiros fornecidos pela Umbro. Em 2020, o Santos volta a ter um uniforme azul como terceiro padrão, a cor remete às origens do clube e possui certa semelhança na cor com o uniforme lançado em 2012, além da cor o Santos mudou o escudo em referência ao usado entre 1942 a 1944 com as letras SFC entrelaçadas em um fundo branco.

## Uniformes atuais

### Uniformes dos jogadores
- 1º - Camisa branca, calções e meias brancas;
- 2º - Camisa com listras verticais em preto e branco, calções e meias pretas;
- 3º - Camisa preta, calções e meias pretas.

| 1º Uniforme | 2º Uniforme | 3º Uniforme | Pelé |

### Uniformes dos goleiros
- Camisa bordô, calções e meias bordô;
- Camisa azul, calções e meias azuis;
- Camisa dourada, calções e meias douradas.

| Cores do Time · Cores do Time · Cores do Time · Cores do Time · Cores do Time | Cores do Time · Cores do Time · Cores do Time · Cores do Time · Cores do Time | Cores do Time · Cores do Time · Cores do Time · Cores do Time · Cores do Time |

### Uniformes de treino
- Camisa azul-celeste, calção azul-celeste e meias brancas;
- Camisa amarela, calção amarelo e meias pretas;
- Camisa preta, calção preto e meias brancas.

| Jogadores | Goleiros | C. Técnica |

## Uniformes anteriores

### 2022
Jogadores
| 1º Uniforme | 2º Uniforme | 3º Uniforme |

Goleiros
| Cores do Time · Cores do Time · Cores do Time · Cores do Time · Cores do Time | Cores do Time · Cores do Time · Cores do Time · Cores do Time · Cores do Time | Cores do Time · Cores do Time · Cores do Time · Cores do Time · Cores do Time |

Treinos
| Jogadores | Goleiros | C. Técnica |

### 2021
Jogadores
| 1º Uniforme | 2º Uniforme | 3º Uniforme |

Goleiros
| Cores do Time · Cores do Time · Cores do Time · Cores do Time · Cores do Time | Cores do Time · Cores do Time · Cores do Time · Cores do Time · Cores do Time | Cores do Time · Cores do Time · Cores do Time · Cores do Time · Cores do Time |

Treinos
| Jogadores | Goleiros | C. Técnica |

### 2020
Jogadores
| 1º Uniforme | 2º Uniforme | 3º Uniforme |

Goleiros
| Cores do Time · Cores do Time · Cores do Time · Cores do Time · Cores do Time | Cores do Time · Cores do Time · Cores do Time · Cores do Time · Cores do Time |

Treinos
| Jogadores | Goleiros | C. Técnica |

### 2019
Jogadores
| 1º Uniforme | 2º Uniforme | 3º Uniforme |

Goleiros
| Cores do Time · Cores do Time · Cores do Time · Cores do Time · Cores do Time | Cores do Time · Cores do Time · Cores do Time · Cores do Time · Cores do Time | Cores do Time · Cores do Time · Cores do Time · Cores do Time · Cores do Time |

Treinos
| Jogadores | C. Técnica |

### 2018
Jogadores
| 1º Uniforme | 2º Uniforme | 3º Uniforme | 4º Uniforme |

Goleiros
| Cores do Time · Cores do Time · Cores do Time · Cores do Time · Cores do Time | Cores do Time · Cores do Time · Cores do Time · Cores do Time · Cores do Time | Cores do Time · Cores do Time · Cores do Time · Cores do Time · Cores do Time | Cores do Time · Cores do Time · Cores do Time · Cores do Time · Cores do Time |

Treinos
| Jogadores | Goleiros | C. Técnica |

### 2017
Jogadores
| 1º Uniforme | 2º Uniforme | 3º Uniforme | Combinação |

Goleiros
| Cores do Time · Cores do Time · Cores do Time · Cores do Time · Cores do Time | Cores do Time · Cores do Time · Cores do Time · Cores do Time · Cores do Time |  | Cores do Time · Cores do Time · Cores do Time · Cores do Time · Cores do Time |  | Cores do Time · Cores do Time · Cores do Time · Cores do Time · Cores do Time |

### 2016
Jogadores
| 1º Uniforme | 2º Uniforme | 3º Uniforme | Combinação |

Goleiros
| Cores do Time · Cores do Time · Cores do Time · Cores do Time · Cores do Time | Cores do Time · Cores do Time · Cores do Time · Cores do Time · Cores do Time | Cores do Time · Cores do Time · Cores do Time · Cores do Time · Cores do Time |

### 2015
Jogadores
| 1º Uniforme | 2º Uniforme | 3º Uniforme |

Goleiros
| Cores do Time · Cores do Time · Cores do Time · Cores do Time · Cores do Time | Cores do Time · Cores do Time · Cores do Time · Cores do Time · Cores do Time | Cores do Time · Cores do Time · Cores do Time · Cores do Time · Cores do Time |

### 2014
Jogadores
| 1º Uniforme | 2º Uniforme | 3º Uniforme |

Goleiros
| Cores do Time · Cores do Time · Cores do Time · Cores do Time · Cores do Time | Cores do Time · Cores do Time · Cores do Time · Cores do Time · Cores do Time | Cores do Time · Cores do Time · Cores do Time · Cores do Time · Cores do Time |

Treinos
| Jogadores | C. Técnica |

### 2013
Jogadores
| 1º Uniforme | 2º Uniforme | 3º Uniforme |

Goleiros
| Cores do Time · Cores do Time · Cores do Time · Cores do Time · Cores do Time | Cores do Time · Cores do Time · Cores do Time · Cores do Time · Cores do Time | Cores do Time · Cores do Time · Cores do Time · Cores do Time · Cores do Time |

Treinos
| Jogadores | C. Técnica |

### 2012
Jogadores 
| 1º Uniforme | 2º Uniforme | 3º Uniforme |

 Goleiros 
| Cores do Time · Cores do Time · Cores do Time · Cores do Time · Cores do Time | Cores do Time · Cores do Time · Cores do Time · Cores do Time · Cores do Time | Cores do Time · Cores do Time · Cores do Time · Cores do Time · Cores do Time |

 Treinos 
| Jogadores | C. Técnica |

### 2011
Jogadores
| 1º Uniforme | 2º Uniforme |

Internacionais
| 1º Uniforme | 2º Uniforme |

Goleiros
| Cores do Time · Cores do Time · Cores do Time · Cores do Time · Cores do Time | Cores do Time · Cores do Time · Cores do Time · Cores do Time · Cores do Time | Cores do Time · Cores do Time · Cores do Time · Cores do Time · Cores do Time | Cores do Time · Cores do Time · Cores do Time · Cores do Time · Cores do Time |

Treinos
| Jogadores | C. Técnica |

### 2010
Jogadores
| 1º Uniforme | 2º Uniforme | 3º Uniforme |

Goleiros
| Cores do Time · Cores do Time · Cores do Time · Cores do Time · Cores do Time | Cores do Time · Cores do Time · Cores do Time · Cores do Time · Cores do Time | Cores do Time · Cores do Time · Cores do Time · Cores do Time · Cores do Time | Cores do Time · Cores do Time · Cores do Time · Cores do Time · Cores do Time | Cores do Time · Cores do Time · Cores do Time · Cores do Time · Cores do Time |

### 2009
Jogadores
| 1º Uniforme | 2º Uniforme | 3º Uniforme |  |

Treinos
| Jogadores | C. Técnica |

### 2008
Jogadores
| 1º Uniforme | 2º Uniforme | 3º Uniforme |

Goleiros
| Cores do Time · Cores do Time · Cores do Time · Cores do Time · Cores do Time | Cores do Time · Cores do Time · Cores do Time · Cores do Time · Cores do Time | Cores do Time · Cores do Time · Cores do Time · Cores do Time · Cores do Time |

### 2007
Jogadores
| 1º Uniforme | 2º Uniforme |  |

### 2006
Jogadores
| 1º Uniforme | 2º Uniforme |  |

### 2005
Jogadores
| 1º Uniforme | 2º Uniforme |

### 2004
Jogadores
| 1º Uniforme | 2º Uniforme |

Treinos
| Jogadores | C. Técnica |

### 2003
Jogadores
| 1º Uniforme | 2º Uniforme | 3º Uniforme |

### 2002
Jogadores
| 1º Uniforme | 2º Uniforme |

### 2001
Jogadores
| 1º Uniforme | 2º Uniforme |

### 1999-00
Jogadores
| 1º Uniforme | 2º Uniforme | 3º Uniforme |

### 1998-99
Jogadores
| 1º Uniforme | 2º Uniforme |

### 1997-98
Jogadores
| 1º Uniforme | 2º Uniforme | 3º Uniforme |

### 1996-97
Jogadores
| 1º Uniforme | 2º Uniforme |

Alternativos
| Cores do Time · Cores do Time · Cores do Time · Cores do Time · Cores do Time | Cores do Time · Cores do Time · Cores do Time · Cores do Time · Cores do Time | Cores do Time · Cores do Time · Cores do Time · Cores do Time · Cores do Time | Cores do Time · Cores do Time · Cores do Time · Cores do Time · Cores do Time |

## Material esportivo
A primeira empresa de material esportivo a ceder uniforme para o Santos foi a alemã Adidas, em 1980. A inglesa Umbro foi a que mais tempo patrocinou o clube: 13 anos, de 1998 até 2011; a empresa também já esteve com o Santos nas temporadas de 1991 e 1992. Voltará novamente em março de 2018.
Em 2015, após romper um contrato com a norte-americana Nike (que estava desde 2012 com o Santos), o clube assinou um contrato com a empresa italiana Kappa. Assinado por três temporadas, o modelo de negócio, prevê que o próprio Santos será responsável por todos os processos de criação dos uniformes, a Kappa será responsável pelo design, a empresa SPR a distribuição, a Netshoes o comércio eletrônico e a Meltex administrará as lojas oficiais.
- Adidas (1980-1981)
- Topper (1982-1983)
- Adidas (1984-1988)
- Penalty (1988-1990)
- Umbro (1991-1992)
- Dell'erba (1993-1994)
- Amddma (1995)
- Rhumell (1996-1997)
- Umbro (1998-2011)
- Nike (2012-2015)
- Kappa (2016-2018)
- Umbro (2018-presente)